# Передача (баскетбол)

Передача мяча — один из важнейших и наиболее технически сложных элементов баскетбола, самый главный элемент в игре разыгрывающего защитника. Умение правильно и точно передать мяч — основа чёткого взаимодействия баскетболистов в игре. Результативная передача (англ. assist) — пас на игрока, впоследствии поразившего кольцо соперника. Результативная передача учитывается в финальном протоколе. Пасующий отвечает за точность, своевременность, быстроту передачи, её неожиданность для соперников и за удобство обработки мяча. Уверенность при передаче мяча — очень важный фактор. Основные правила: «Не уверен — не отдавай» и «Виноват дающий». Игрок, передающий мяч, отвечает за то, чтобы мяч дошёл до адресата, в 95 % случаев перехватов и потерь виноват пасующий.
Ключ к умению делать точные передачи — простота. Хороший пас — лёгкий и лишённый напряжения. Обычно это пас на 1,5—5,5 м (более дальние могут быть перехвачены) и точно рассчитанный. При выполнении передачи и приёме мяча необходимы полный обзор поля и осмысление игровой ситуации. Игрок должен обладать хорошим периферическим зрением и тактическим мышлением.

## Основные способы передач
- передача от груди,
- передача от плеча,
- передача из-за головы,
- передачи снизу, сбоку, из рук в руки и другие.

### Передача от груди
Передача от груди — наиболее распространённый и эффективный способ быстро передать мяч партнёру. Эффективен, если между игроками команды, владеющей мячом, нет игроков соперника. Пасующий, держа мяч близко к груди, толкает его вперёд, выпрямляя запястья и разворачивая кисти. После броска большие пальцы должны оказаться внизу, а тыльные стороны ладони быть повёрнутыми друг к другу. Нужно, чтобы мяч летел в грудь принимающему. В большинстве случаев следует пускать мяч по прямой — это наиболее быстрый способ передачи мяча принимающему.

### Передача с отскоком
Передача, при которой мяч ударяют об пол перед тем, как он достигает партнёра. Немногие защитники достаточно быстры, чтобы перехватить мяч, ударяющийся об пол, вот почему так полезна передача с отскоком. Если нападающий оказался в трудной ситуации или не хочет сделать передачу совсем рядом с защитником, когда принимающий находится в выгодной позиции для броска, передача с отскоком может оказаться лучшим вариантом. Она заставляет защитника принять неестественную позу, сгибая корпус, чтобы достать мяч, проносящийся рядом с ним.

### Передача над головой
При такой передаче принимающий должен получить мяч на уровне подбородка или выше. Если это передача сверху вниз, то опускающийся до пояса принимающего мяч сковывает движения рук принимающего, которому трудно решить как принять мяч — держа большие пальцы вверх или вниз.

### Передача из-за спины
Передача, при которой передающий берёт мяч в руку (обычно — которой бросает) и обводит мяч вокруг корпуса за спиной. Затем совершает передачу игроку, при этом пока мяч переносится назад, пасующий успевает заблокировать принимающего.

## «Скрытая» передача
Существуют также «скрытые» передачи, которые используются в условиях активной защиты соперников и позволяют замаскировать истинное направление передачи. Основные движения, связанные с выпуском мяча в нужном направлении, частично скрыты от глаз опекающего противника и являются для него до некоторой степени неожиданными. Чаще всего применяют такие разновидности «скрытых» передач, как передачи под рукой, передачи за спиной, передачи из-за плеча, иногда передачи из-под ноги. Для «скрытых» передач характерны сравнительно короткий замах, требующий минимума времени, и мощное завершающее движение кисти и пальцев. В зависимости от той или иной игровой ситуации, расстояния, на которое нужно послать мяч, расположения или направления движения партнёра, характера и способов противодействия соперников нужно решить, какой именно способ передачи мяча использовать.
Самыми известными распасовщиками в НБА являются такие признанные мастера, как Мэджик Джонсон, Оскар Робертсон, Джон Стоктон и Боб Коузи. Стоктону принадлежит рекорд по количеству результативных передач за карьеру — 15 806. Мэджик Джонсон удерживает рекорд по количеству результативных передач за игру — 11,2, Стоктон — второй с результатом 10,5. Также Стоктону принадлежит рекорд по количеству результативных передач за сезон — 14,5. Стоктон, Джексон и Джонсон по амплуа являются разыгрывающими защитниками.
Рекордный показатель для одной игры составляет 30 передач. Данный рекорд был установлен 30 декабря 1990 года Скоттом Скайлзом, выступавшим за «Орландо Мэджик», в игре с «Денвер Наггетс» (155:116).

## Лидеры по передачам в истории НБА

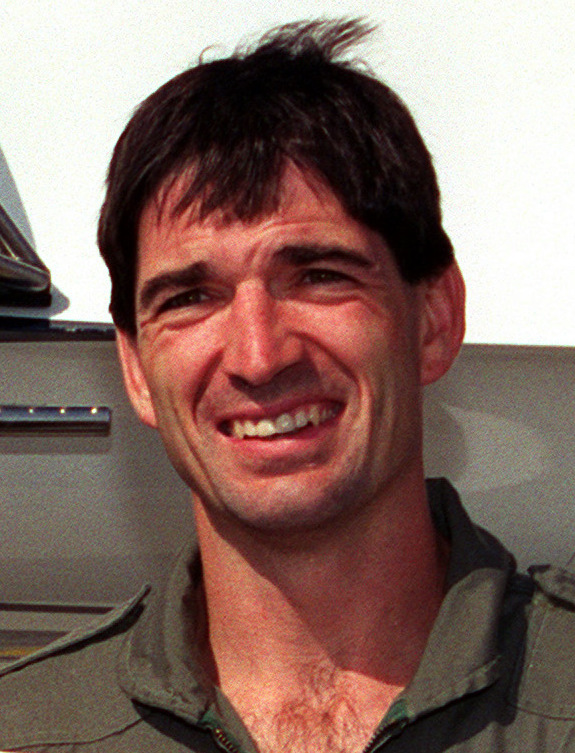
Джон Стоктон сделал больше всех результативных передач в истории НБА — 15 806

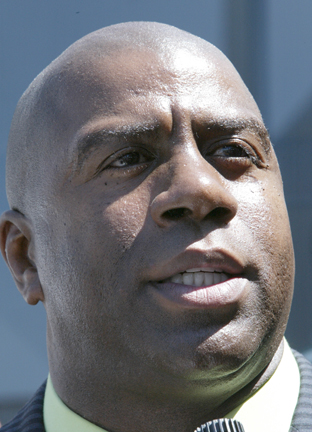
Мэджик Джонсон — один из лучших распасовщиков в истории НБА, делавший в среднем более 11 передач за матч

Синим выделены действующие игроки
| №  | Игрок              | Передачи | Игр  | В ср. |
| -- | ------------------ | -------- | ---- | ----- |
| 1  | Джон Стоктон       | 15 806   | 1504 | 10,5  |
| 2  | Крис Пол           | 12 499   | 1354 | 9,2   |
| 3  | Джейсон Кидд       | 12 091   | 1391 | 8,7   |
| 4  | Леброн Джеймс      | 11 584   | 1562 | 7,4   |
| 5  | Стив Нэш           | 10 335   | 1217 | 8,5   |
| 6  | Марк Джексон       | 10 334   | 1296 | 8,0   |
| 7  | Мэджик Джонсон     | 10 141   | 906  | 11,2  |
| 8  | Расселл Уэстбрук   | 9925     | 1237 | 8,0   |
| 9  | Оскар Робертсон    | 9887     | 1040 | 9,5   |
| 10 | Айзея Томас (1961) | 9061     | 979  | 9,3   |
| 11 | Гэри Пэйтон        | 8966     | 1335 | 6,7   |
| 12 | Андре Миллер       | 8524     | 1304 | 6,5   |
| 13 | Джеймс Харден      | 8316     | 1151 | 7,2   |
| 14 | Род Стрикленд      | 7987     | 1094 | 7,3   |
| 15 | Рэджон Рондо       | 7584     | 957  | 7,9   |
| …  | …                  | …        | …    | …     |
| 19 | Кайл Лоури         | 7099     | 1173 | 6,1   |
| 27 | Майк Конли         | 6625     | 1172 | 5,7   |
| 29 | Стефен Карри       | 6540     | 1026 | 6,4   |
| 34 | Джру Холидей       | 6440     | 1037 | 6,2   |
| 41 | Дамиан Лиллард     | 6069     | 900  | 6,7   |